# Dardagny
Dardagny là một đô thị của bang Genève, Thụy Sĩ.
Năm 1978, Dardagny nhận được giải Wakker vì đã phát triển và bảo tồn di sản kiến trúc.

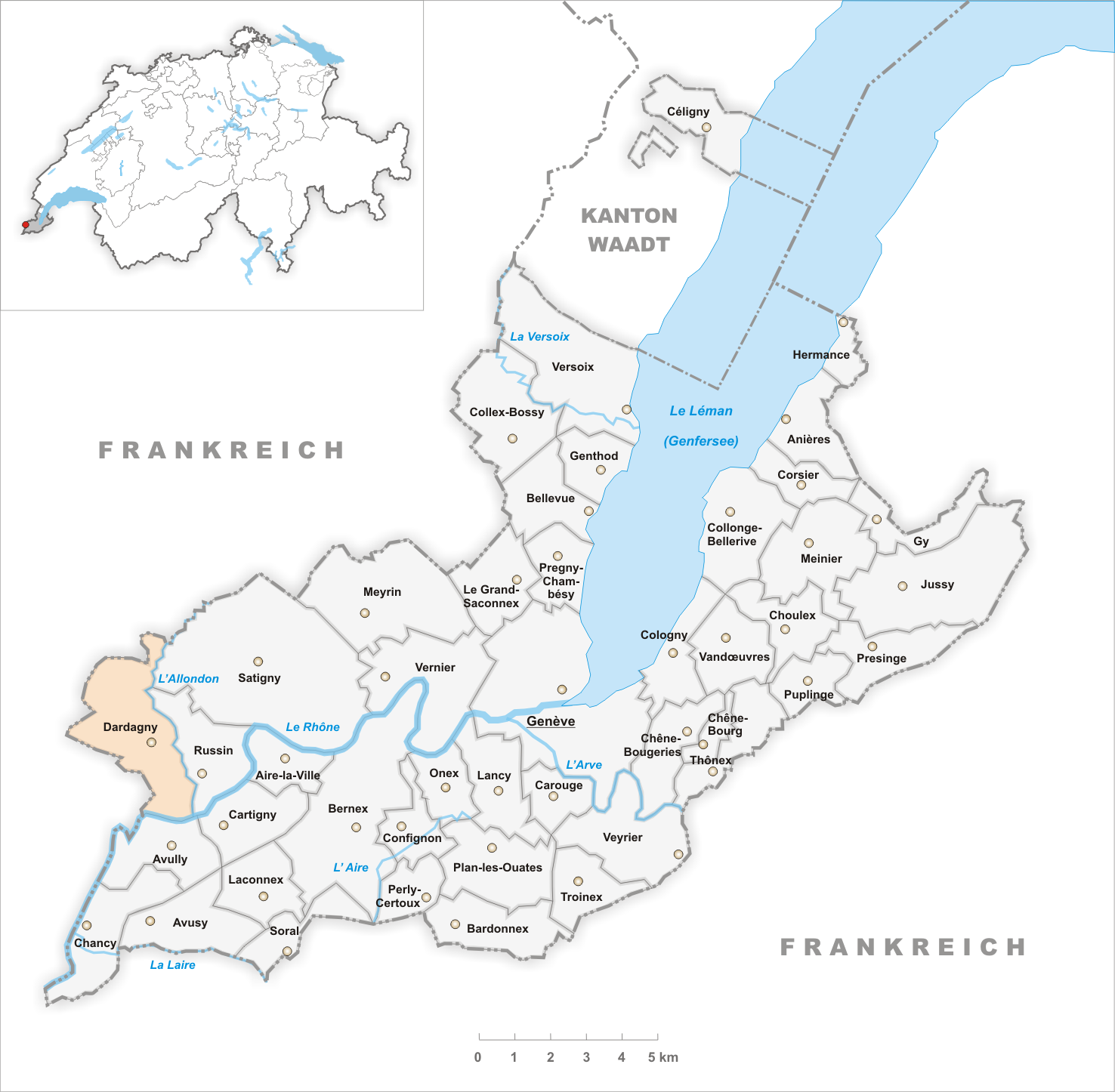
Bản đồ chi tiết với Dardagny gần biên giới Pháp.